# Łubniany (gmina)
Łubniany (daw. gmina Ługniany, niem. Gemeinde Lugnian) – gmina wiejska w województwie opolskim, w powiecie opolskim. W 2010 roku dla wszystkich miejscowości gminy ustalono dodatkowe nazwy w języku niemieckim.
Siedziba gminy to Łubniany.
Według danych z 30 czerwca 2004 gminę zamieszkiwały 9042 osoby. Natomiast według danych z 31 grudnia 2017 roku gminę zamieszkiwało 9769 osób.
Przez gminę przepływają rzeki: Mała Panew, Stobrawa, Brynica i Jemielnica. Część obszaru gminy znajduje się w granicach Stobrawskiego Parku Krajobrazowego.

## Struktura powierzchni
Według danych z roku 2002 gmina Łubniany ma obszar 125,41 km², w tym:
- użytki rolne: 46%
- użytki leśne: 49%

Gmina stanowi 7,9% powierzchni powiatu.

## Demografia

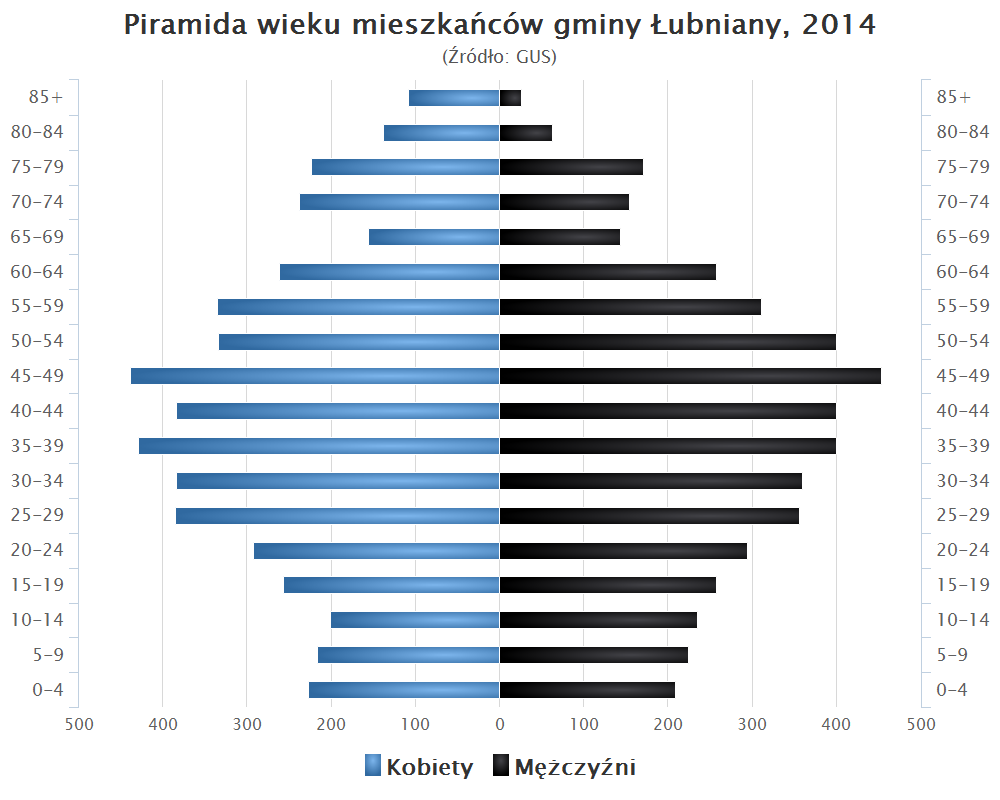
Piramida wieku mieszkańców gminy Łubniany w 2014 roku

Dane z 30 czerwca 2004:
| Opis                              | Ogółem | Ogółem | Kobiety | Kobiety | Mężczyźni | Mężczyźni |
| --------------------------------- | ------ | ------ | ------- | ------- | --------- | --------- |
| jednostka                         | osób   | %      | osób    | %       | osób      | %         |
| populacja                         | 9042   | 100    | 4683    | 51,8    | 4359      | 48,2      |
| gęstość zaludnienia (mieszk./km²) | 72,1   | 72,1   | 37,3    | 37,3    | 34,8      | 34,8      |

## Sołectwa
Biadacz, Brynica, Dąbrówka Łubniańska, Grabie, Jełowa, Kępa, Kobylno, Kolanowice, Luboszyce, Łubniany, Masów.

## Sąsiednie gminy
Dobrzeń Wielki, Lasowice Wielkie, Murów, Opole, Turawa